# Vevčani
Vevčani (en macédonien : Вевчани ) est une commune de l'ouest de la Macédoine du Nord. Elle comptait 2 359 habitants en 2021 et s'étend sur 22,8 km2. C'est la troisième commune macédonienne la moins peuplée, derrière Zrnovci et Lozovo, et c'est la seule qui possède un seul village, son chef-lieu Vevčani.
La commune de Vevčani est presque entièrement enclavée dans la commune macédonienne de Struga et elle est limitrophe de l'Albanie à son extrémité occidentale. Elle est située dans le massif de la Jablanica et dans la région historique du Drimkol.
En 1987, les habitants étaient entrés en conflit avec le pouvoir yougoslave, qui voulait détourner l'eau des sources locales vers Struga. Afin de mobiliser toute la population, les militants avaient même proclamé une république de Vevčani (en macédonien : Република Вевчани).
Après la chute du communisme et la fin du conflit, la république fictive fut maintenue car elle attirait les touristes, qui venaient déjà en nombre assister au carnaval local, une des plus grandes fêtes villageoises des Balkans. Le village compte aussi quelques maisons traditionnelles des XVIIe siècle et XVIIIe siècle.

## Administration

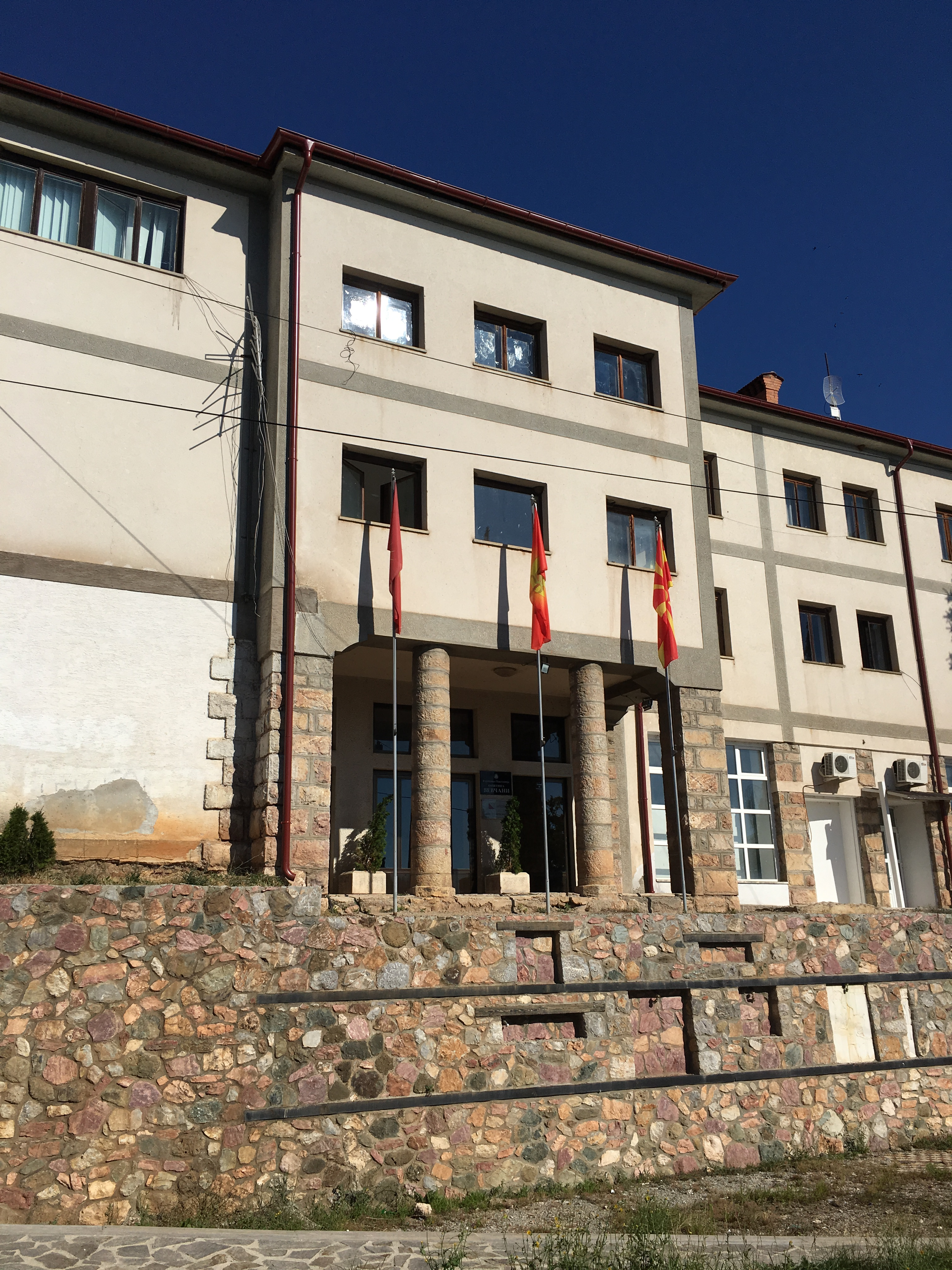
La mairie.

La commune est administrée par un conseil municipal élu au suffrage universel tous les quatre ans. Il adopte les plans d'urbanisme, accorde les permis de construire, planifie le développement économique local, protège l'environnement, prend des initiatives culturelles et supervise l'enseignement primaire. Il compte 8 conseillers municipaux.
Le pouvoir exécutif est détenu par le maire, lui aussi élu au suffrage universel. Depuis 2021, le maire de Vevčani est Spase Kočovski, membre de VMRO-DPMNE.

## Démographie

### Évolution démographique
| 2002  | 2021  |
| ----- | ----- |
| 2 433 | 2 359 |

### Répartition ethnique
Lors du recensement de 2002, la commune comptait :
- Macédoniens : 2 419 (99,43 %)
- Albanais : 3 (0,12 %)
- Serbes : 3 (0,12 %)
- Valaques : 1 (0,04 %)
- Autres : 7 (0,29 %)